# Backcountry
Backcountry è un film horror ambientato nella natura del 2014, scritto e diretto da Adam MacDonald.
La trama è basata sulla vera vicenda di Mark Jordan e Jacqueline Perry, una coppia di trentenni persi nell'entroterra del Missinaibi Lake Provincial Park, a nord di Chapleau, Ontario nel 2005; eventi per i quali Mark in seguito ha ricevuto il premio Star of Courage dal Governatore Generale Michaëlle Jean.

## Trama

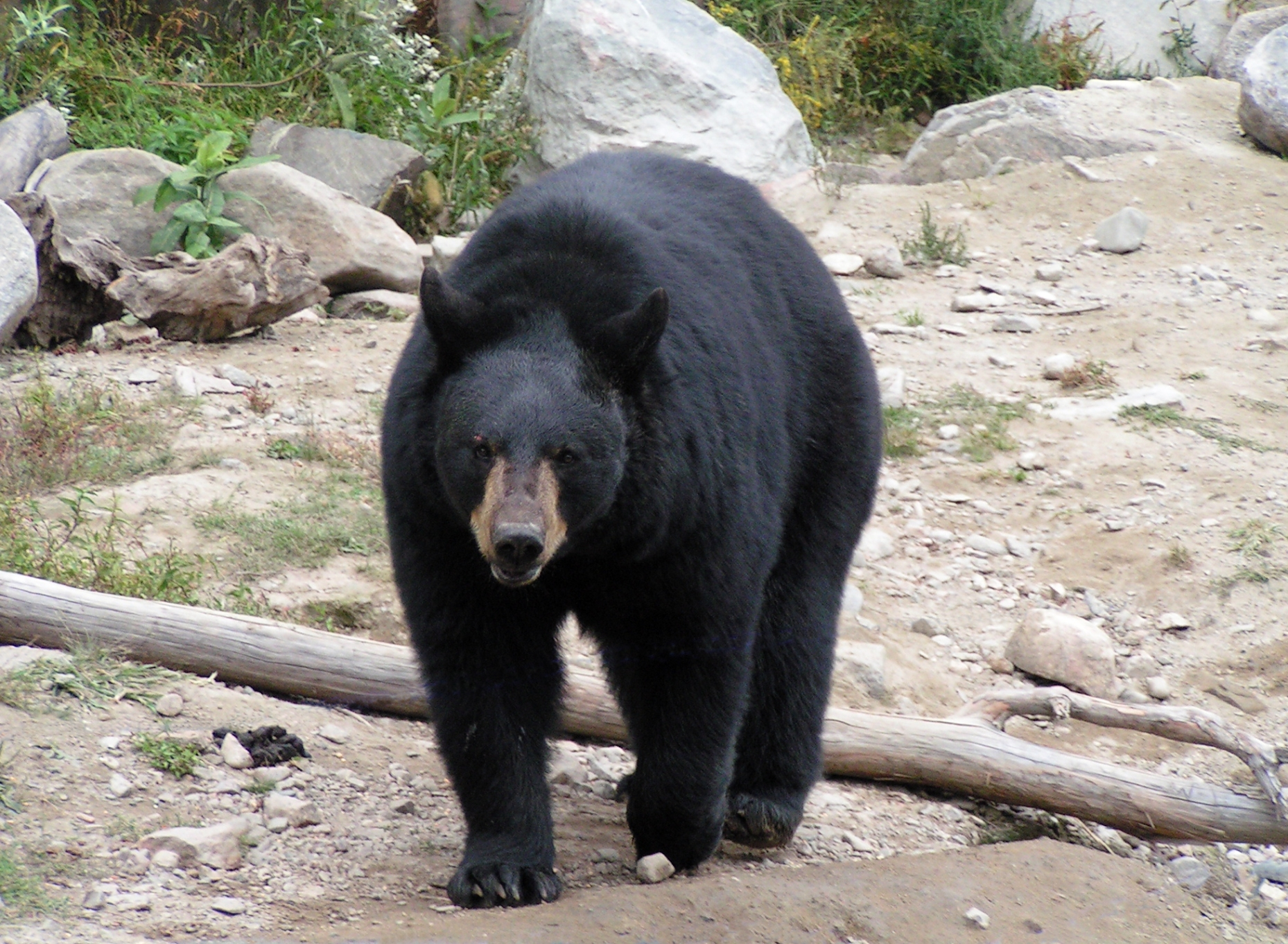
Un orso nero, come il protagonista del film

Alex (Jeff Roop) porta la sua ragazza Jen (Missy Peregrym) in campeggio per il fine settimana. Quando arrivano, un ranger del parco dice loro che il sentiero che Alex voleva seguire e che conosceva bene è chiuso e suggerisce di fare un'escursione altrove; Alex rifiuta una mappa, sicuro di conoscere bene il parco. Dopo una gita in canoa lungo il fiume, avviene il primo degli eventi nefasti della vacanza, si ferisce al piede mentre porta a terra la canoa.
Cala la notte e si accampano. Durante la cena, incontrano una guida turistica chiamata Brad (Eric Balfour). Jen lo invita a rimanere con loro per la cena, cosa che irrita Alex perché nota un comportamento strano del giovane che infatti durante la cena lo provoca e flirta con Jen. Prima di lasciarli provoca apertamente Alex e sembra quasi che voglia affrontarlo. La giovane coppia si spaventa anche perché avevano notato il grosso coltello che Brad porta con sé.
Il giorno dopo Alex decide di uscire dal sentiero segnato, per dirigersi più in profondità nel bosco dove ricorda che c'è un lago con una cascata. Come si scoprirà in seguito stava cercando un luogo romantico per poter consegnare l'anello di fidanzamento a Jen. Lungo la strada, vede l'impronta di una zampa di orso ma non lo dice a Jen. La coppia scopre anche un cervo sbranato e mezzo divorato e iniziano a capire che un pericoloso orso si aggira sul loro percorso.
Quando finalmente arrivano dove Alex riteneva esserci il lago, scoprono con orrore che si trovano in un luogo del tutto sconosciuto e il ragazzo è costretto ad ammettere che si è definitivamente perso. Jen cerca il suo cellulare per chiamare aiuto ma Alex rivela di averlo tolto dallo zaino e di averlo messo in macchina per poter avere un completo relax lontano dal mondo esterno. Ammette anche che la sua conoscenza del parco è meno aggiornata di quanto inizialmente affermato, infatti non frequenta la zona dai tempi del liceo. Jen si scaglia contro di lui, rivelando che non ha mai voluto partecipare al viaggio. Alex rivela che la stava portando al lago per fare una proposta di matrimonio e presto i due si riappacificano.
I due si accampano, poi si prendono cura del piede insanguinato ferito di Alex, che perde sangue. Durante la notte, mentre i due dormono, un orso nero si avvicina al campo e annusa la tenda attirato dall'odore del sangue proveniente dal calzino appeso di Alex. Più tardi quella mattina scoprono che tutto il loro cibo è stato mangiato. Mentre continuano le escursioni, si imbattono in una buca nel terreno che Alex riconosce essere un letto per orsi; rendendosi conto una volta per tutte che la zona è battuta da un orso, decidono di allontanarsi in fretta prima che faccia buio. La mattina dopo, Alex al risveglio apre la tenda e vede l'orso a pochi metri che annusa l'aria e cerca di capire se ci sono delle prede. L'orso attacca la tenda e artiglia Jen sul braccio. Anche Alex, cercando di proteggerla, viene attaccato. Jen respinge brevemente l'orso con uno spray urticante, ma la belva ritorna e trascina Alex fuori dalla tenda e inizia a mangiarlo vivo. 
Jen fugge inseguita dall'orso. Riesce a scappare scendendo dalla cascata, ma scivola e si rompe malamente la caviglia. Usando una stecca improvvisata, di notte zoppica nel parco riuscendo a rifare il percorso a ritroso. Dopo essere crollata contro un albero, soffrendo per le sue ferite, si sveglia e vede un caribù al pascolo di fronte a lei, forse motivandola a continuare.
Miracolosamente, Jen torna alla canoa. Remando verso il lodge, crolla sulla spiaggia in vista di Brad, che si sta preparando per condurre un tour. Alcuni turisti la indicano e lui corre ad aiutarla.

## Produzione
Il casting è iniziato nell'ottobre 2013 con Missy Peregrym, Eric Balfour, Nicholas Campbell e Jeff Roop che sono stati chiamati per la sceneggiatura. Il film è stato girato a Powassan, Ontario, così come a Caddy Lake, Manitoba.

## Distribuzione
Il film è stato presentato in anteprima al Toronto International Film Festival l'8 settembre 2014.
In Italia, il film è stato distribuito direttamente in DVD, nell'ottobre 2015.

## Accoglienza
Sull'aggregatore di recensioni Rotten Tomatoes, Backcountry detiene un indice di approvazione del 92%, basato su 50 recensioni, e un punteggio medio di 7/10. La critica dice: "Teso, ben interpretato e allo stesso tempo suggestivo e di forte impatto, Backcountry segna un debutto assicurato in modo memorabile dello sceneggiatore-regista Adam MacDonald". Su Metacritic il film ha un punteggio medio ponderato di 62 su 100, basato su 5 critici, indicando "recensioni generalmente positive".